# Ільза (циклон)
Циклон «Ільза» (англ. Cyclone Ilsa) — потужний тропічний циклон, який обрушився на Західну Австралію. Шостий названий шторм і п’ятий сильний тропічний циклон сезону циклонів в австралійському регіоні 2022–23 рр.
Стійкий вітер досяг однієї хвилини 260 км/год (160 миль/год) у цей час, що еквівалентно урагану категорії 5 за шкалою ураганів Саффіра–Сімпсона. Крім того, на острові Бедаут було зафіксовано рекордну десятихвилинну постійну швидкість вітру 218 км/год (135 миль/год), побивши попередній рекорд циклону «Джордж» у 2007 році. Ільза зійшла на сушу приблизно за 120 км (75 миль) на північний-схід від Порт-Гедленда, Західна Австралія. Всередині країни циклон послабшав до слабкого тропічного циклону з вітером 85 км/год (50 миль/год). Загалом циклон завдаа щкоди приблизно на 4 мільйони австралійських доларів та вбив 8 людей.

## Метеорологічна історія

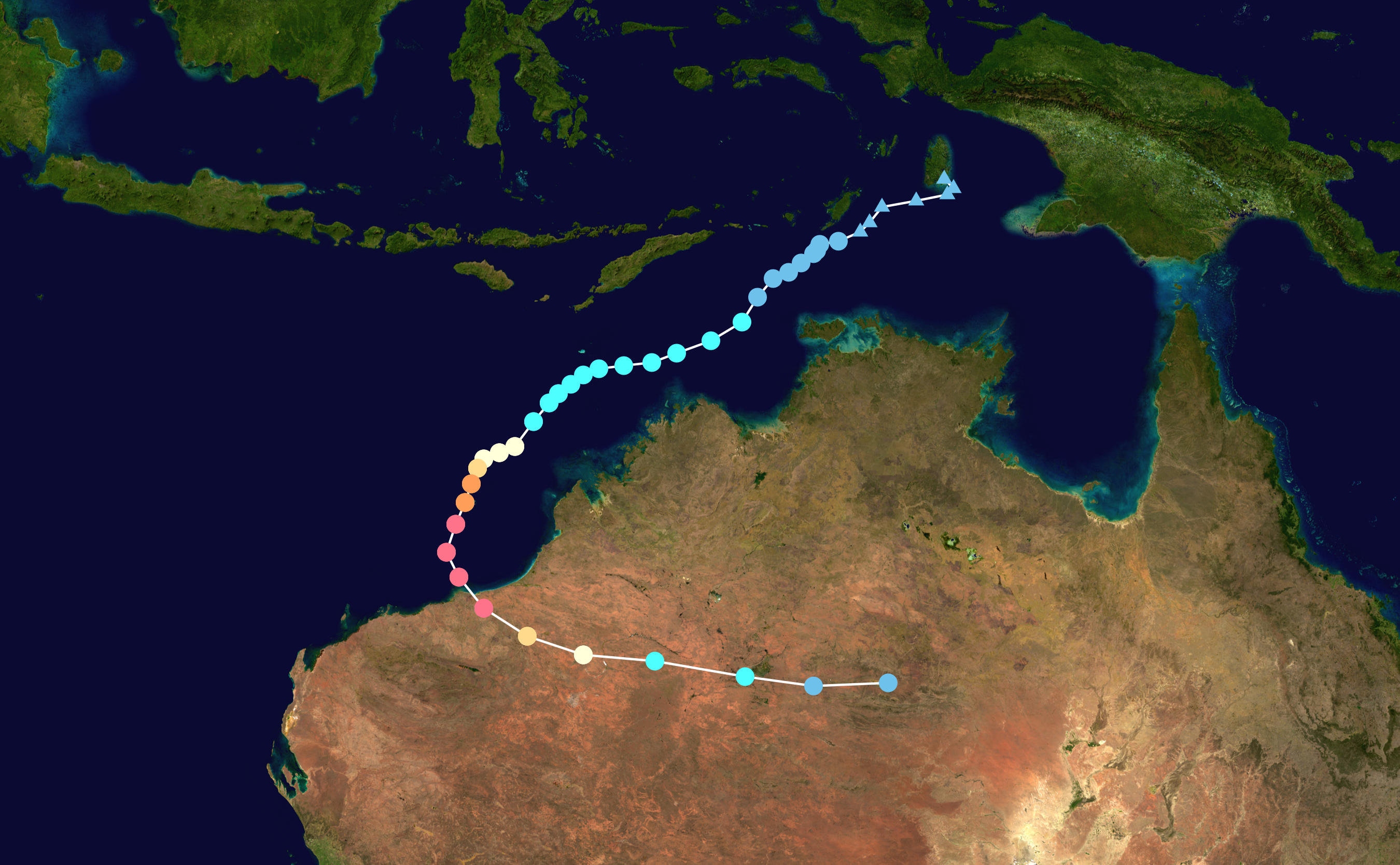
Карта шляху і інтенсивності Циклону Ільза

## Підготовка та наслідки
Шквальний вітер з поривами до165 км/год (105 миль/год), і сильний дощ може пройти 9 квітня між Калумбуру та Курі-Бей на півночі штату. Шквальні грози також очікуються на крайній півночі Кімберлі. Мешканці узбережжя Пілбари були евакуйовані через можливий приплив, великі хвилі та затоплення. В очікуванні Ільзи, BoM видав попередження для регіонів Кімберлі та Пілбара в Західній Австралії.
До регіону також направлено додаткових працівників екстреної служби, літаки та необхідні товари. 12 квітня Департамент пожежної та надзвичайних служб (DFES) оголосив жовтий рівень небезпеки і закликав жителів бути розсудливими, вжити заходів і підготувати укриття. Щонайменше 700 жителів були евакуйовані в укриття перед штормом. Мер Порт-Гедленда Пітер Картер сказав, що руйнівний вітер може перетворити летяче сміття на «ракети в повітрі».